# ケルト研究 (イギリスの学術誌)
『ケルト研究』(Studia Celtica)は、ケルトに関連した言語学・文学・歴史学・考古学を主題とした論文を掲載するウェールズの年刊学術誌であり、ウェールズ大学のケルト研究院に代わってウェールズ大学出版局から出版されている。
論文の大部分は英語で書かれているが、ウェールズ語やドイツ語のものが掲載される事もある。また論文の他に、書評や訃報も掲載される。
かつて存在した別の学術誌『ケルト研究院会報』(Bulletin of the Board of Celtic Studies)は、1993年にこの『ケルト研究』へと統合された。
近年の号についてはIngenta社のサービスを通じて電子版が記事単位で購入可能となっている。